# Кузьмин, Валентин Петрович
Валентин Петрович Кузьмин (23 ноября 1893, Антоновка, Бугурусланский уезд, Самарская губерния, Российская империя — 8 мая 1973, Научный, Целиноградская область) — советский селекционер растений, академик АН Казахской ССР (1962-73), академик ВАСХНИЛ (1964-73).

## Биография
Родился 3 декабря 1893 года в Антоновке (ныне — Самарская область РФ). В 1923 году переехал в Ленинград, где будучи ещё студентом Ленинградского сельскохозяйственного института (обучался с 1924-по 1926 год) знакомится с Николаем Вавиловым, и тот предлагает ему работу во Всесоюзном институте прикладной ботаники и новых культуры (ныне — ВИР). Так Валентин Петрович становится учеником Николая Вавилова. В ВИРе он работал с 1923 по 1936 год. В 1936 году Валентин Кузьмин решает связать свою жизнь с Казахской ССР, став заведующим отделом селекции Шортандинской сельскохозяйственной опытной станции (Всесоюзный НИИ зернового хозяйства; ныне — КазНИИ зернового хозяйства имени А. И. Бараева). С 1965 года в связи с ухудшением здоровья отказывается от руководящей должности, став научным консультантом в этом же институте.
Автор 23 районированных сортов с.-х. культур.
Скончался 8 мая 1973 года в Шортанды. Похоронен на кладбище села Степное (бывший колхоз имени Жданова) Шортандинского района.

## Научные работы
Основные научные работы посвящены географии, экологии, селекции, семеноводству и сортоведению сельскохозяйственных растений. Валентин Кузьмин — автор 100 научных работ и 10 книг и брошюр.
- Принимал участие в экспедиции по изучению культурной флоры Внешней Монголии.
- Разрабатывал научные основы и методы селекции полевых культур для засушливых степных районов.

## Награды и премии
- 1949 — Орден Трудового Красного Знамени
- 1952 — Сталинская премия
- 1957 — Орден Трудового Красного Знамени
- 1962 — Герой Социалистического Труда
- Орден Ленина
- 2 почётные грамоты ВС Казахской ССР
- 5 медалей СССР

## Публикации
- 1927 — Временная инструкция для пунктов северной сети государственного сортоиспытания.
- 1929 — Озимая пшеница на севере СССР.
- 1954 — Опыт селекции полевых культур для северных областей Казахстана.
- 1978 — Вопросы селекции сельскохозяйственных культур (посмертная публикация).
- 1984 — Биологи. Биографический справочник